# Alleins
Alleins település Franciaországban, Bouches-du-Rhône megyében. Lakosainak száma 2833 fő (2022. január 1.). Alleins Aurons, Lamanon, Mallemort, Sénas és Vernègues községekkel határos.

## Népesség
A település népességének változása:
| Lakosok száma | 975  | 1224 | 1759 | 2368 | 2443 | 2494 | 2512 | 2626 | 2695 | 2833 |
|               | 1968 | 1982 | 1990 | 2006 | 2013 | 2015 | 2017 | 2019 | 2020 | 2022 |